# Шусаку Хирасава
Шусаку Хирасава (јап. 平沢 周策; Акита, 5. март 1949) бивши је јапански фудбалер.

## Каријера
Током каријере је играо за Хитачи.

## Репрезентација
За репрезентацију Јапана дебитовао је 1972. године. За тај тим је одиграо 11 утакмица и постигао 1 гол.

## Статистика
| Јапан  | Јапан   | Јапан  |
| Година | Наступи | Голови |
| ------ | ------- | ------ |
| 1972.  | 2       | 0      |
| 1973.  | 4       | 1      |
| 1974.  | 5       | 0      |
| Укупно | 11      | 1      |